# Mineola (Teksas)
Mineola – miasto w Stanach Zjednoczonych, w stanie Teksas, w hrabstwie Wood.